# Stora Kvarnsjön (Karl Gustavs socken, Västergötland)
Stora Kvarnsjön är en sjö i Varbergs kommun i Västergötland och ingår i Viskans huvudavrinningsområde.